# Очищення білків
Очищення білків — комплекс методів спрямованих на отримання чистого препарату певного білка із складної суміші, такої як клітинний екстракт. Розділити різні білки можливо на основі відмінностей у їхніх властивостях таких як молекулярна маса, розмір молекул, специфічність зв'язування з певними речовинами, а також розчинність, заряд, які залежать від температури, pH, іонної сили розчину та інших факторів. Очищення білків необхідне як для вивчення їхніх властивостей і функцій, так і для використання у промисловості, медицині і лабораторній практиці.
Джерелом для виділення і очищення білків переважно слугують зразки тканин або біомаса культивованих клітин. Першим етапом очищення білків є приготування лізатів або клітинних екстрактів шляхом руйнування плазматичних мембран клітин, а у випадку не тваринних клітин, ще й клітинних стінок. Після цього лізати можуть підлягати диференційному центрифугуванню, яке дозволяє отримати препарати збагачені потрібними субклітинними фракціями (наприклад, ядрами, мітохондріями, мікросомами тощо). Для концентрації і фракціонування білків може бути використане висолювання, позбутись від низькомолекулярних домішок можна за допомогою діалізу. Остаточне очищення відбувається застосуванням різних видів хроматографії, гель-електрофорезу, ізоелектричного фокусування або їх комбінації.

## Історія
До 20-их років XX століття природа білкових молекул залишалась доволі загадковою. Їх велику молекулярну масу пояснювали колоїдною агрегацією менших, і невідомих, молекул. Це уявлення змінилось, коли Джеймсу Самнеру у 1926 році вдалось кристалізувати фермент уреазу. Після цього стало зрозуміло, що виділення окремих білків не є неможливим завданням. Перші методики були дуже грубими за сучасними мірками. Для того щоб отримати препарат певного білка задовільної якості не рідко витрачалось кілька років і величезні кількості вихідного матеріалу. Незважаючи на складність процесу до 1940-их років близько 20 білків були отримані у чистій формі.
Методи очищення білків постійно удосконалюються і дозволяють отримувати все чистіші препарати у більшій кількості і за менше часу. За допомогою сучасних методик можна розділити білки наскільки схожі за властивостями, що ще кілька років тому вони вважались однією чистою речовиною. 

## Джерело білка

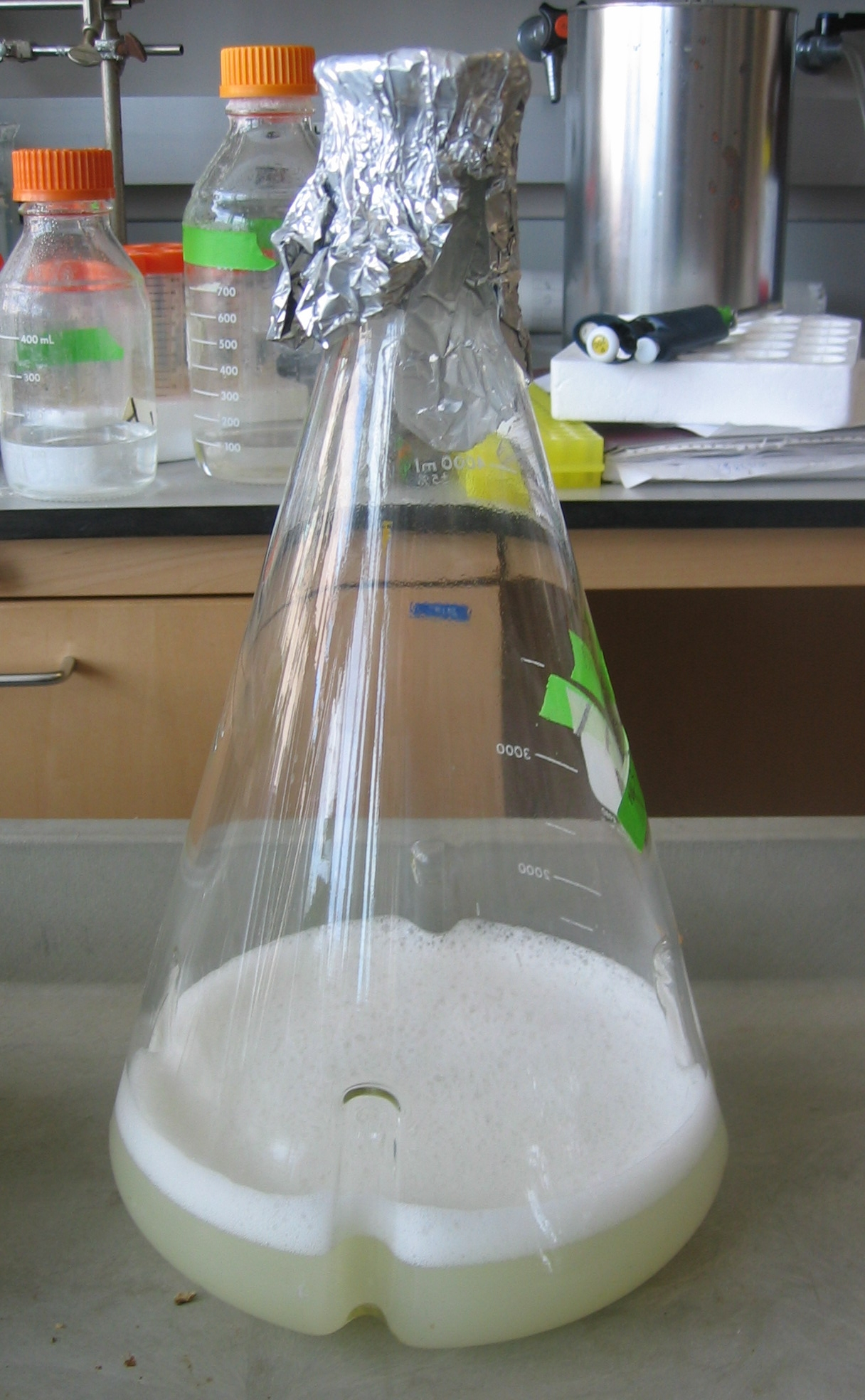
Культура рекомбінантних бактрій

Білки становлять значну частку сухої маси усіх живих організмів, проте концентрація кожного конкретного білка може суттєво різнитись, наприклад, гемоглобін значно переважає за вмістом усі інші сполуки в еритроцитах, у той час як на одну клітину кишкової палички може бути всього кілька молекул lac-репресора. Зазвичай один і той же білок можна виділити із різних джерел, зокрема, багато ферментів метаболізму спільні для всіх форм життя. Проте властивості білків отриманих із різних організмів, і навіть із різних тканин одного організму, можуть відрізнятись між собою. Зазвичай у виборі джерела для виділення і очищення білка керуються такими критеріями як легкість отримання потрібної тканини (клітин) у достатній кількості, концентрація бажаної сполуки у ній, а також критеріями специфічними для кожного білка, що можуть покращити його ізоляцію і стабілізацію. Найчастіше використовують тканини свійських (свиней, корів, курей) або лабораторних (пацюки) тварин, а також культури мікроорганізмів, таких як кишкова паличка (Escherichia coli) і пекарські дріжджі (Saccharomyces cerevisiae). Проте із розвитком і поширенням методів молекулярного клонування білки все частіше отримують із мікроорганізмів-надпродуцентів, яким було введено бажаний ген. У такому разі клонований білок може складати близько 30% усіх білків напродуцента, що значно полегшує його виділення і очищення.

## Переведення білків у розчин

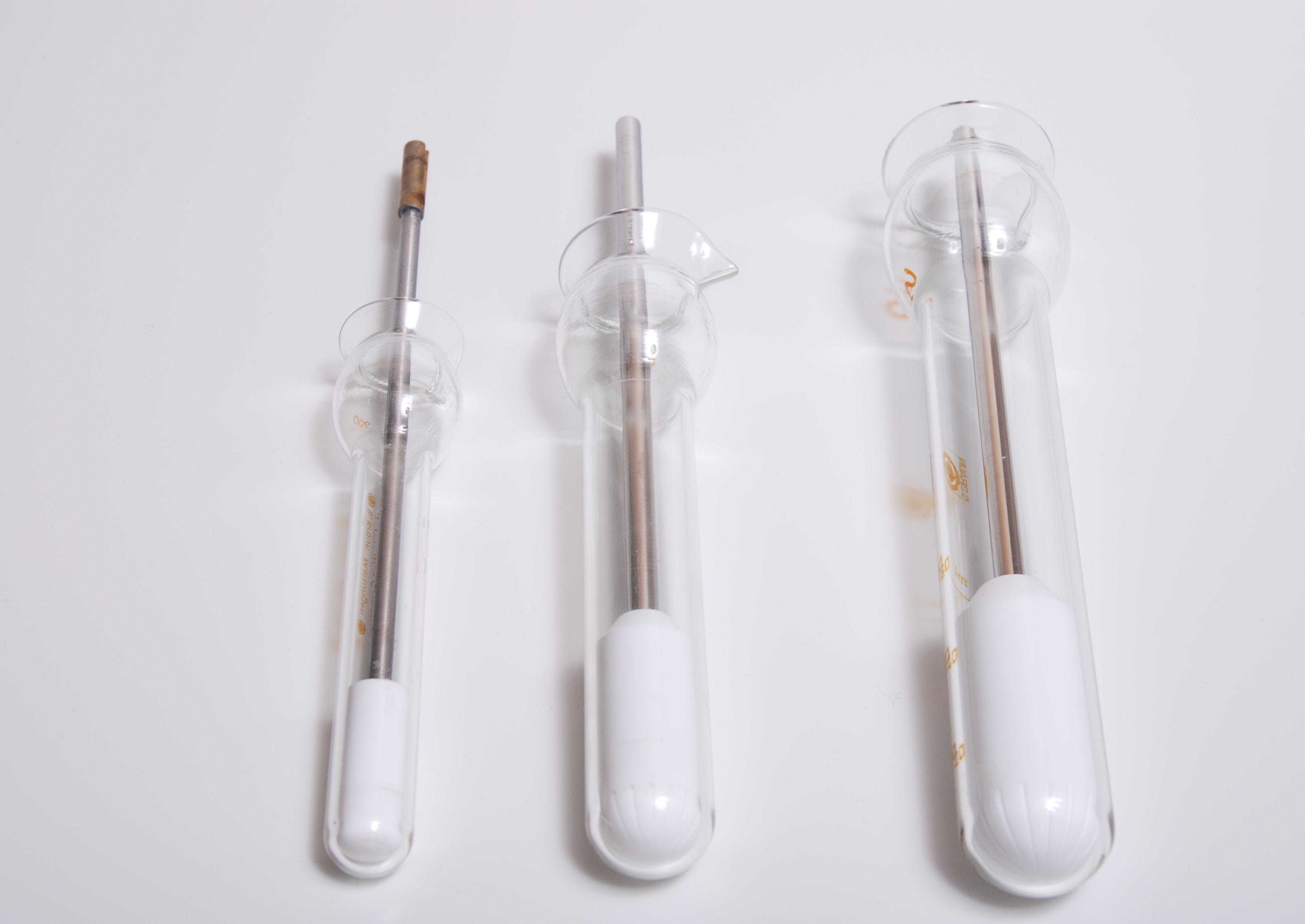
Скляні гомогенізатори Дунса із тефлоновими пістонами

Після вибору джерела білка першим етапом очищення є переведення його у розчин, цей крок непотрібний у разі виділення білків із біологічних рідин, таких як плазма крові. Існує багато методів руйнування оболонок клітин для вивільнення цитозолю, і вибір одного з них залежить від механічних властивостей джерела білка а також його локалізації.
Найпростіший і найм'якший метод переведення білків цитозолю у розчин — осмотичне лізування. При цьому клітини поміщають у гіпотонічне середовище, де, внаслідок осмотичних явищ, вони набухають і тріскають. Такий метод можна використовувати для тваринних клітин, які не мають клітинної стінки, проте для рослинних, бактерійних і грибних він переважно неефективний. Клітинну стінку бактерій часто руйнують ферментом лізоцимом, також методом сонікації (обробкою ультразвуком). У розчинах для лізування часто використовують детергенти (Triton X-100, Tergitol NP-40 тощо) або органічні розчинники (ацетон, толуен), але це допустимо тільки в тих випадках, коли такі речовини не призведуть до денатурації бажаного білка.
Зразки клітин і тканин також можуть гомогенізувати використовуючи цикли заморожування/танення, розтирання із піском або скляними кульками, високошвидкісні блендери, гомогенізатори (складаються із рукава і щільно припасованого пістона зі скла або тефлону, бувають механічні і ручні), френч-преси для культури клітин (клітини руйнуються шляхом протискання крізь невеличкий отвір під високим тиском).
Отриманий лізат фільтрують або центрифугують для осадження великих уламків клітин. Якщо бажаний білок локалізується не у цитозолі, а в якійсь субклітинній фракції, наприклад плазматичній мембрані, ядрі чи мітохондріях, то його очищення включає виділення цієї фракції шляхом диференційного центрифугування: спочатку осаджують важчі компоненти клітини, потім відбирають супернатант і центрифугують при такій швидкості, за якої в осад переходить необхідна фракція. Мембранні білки відділяють від ліпідів за допомогою детергентів або органічних розчинників.

## Стабілізація білків
Після того як білок усунули із природних для нього умов, він може бути зруйнованим внаслідок впливу багатьох факторів. Зокрема, білки денатурують при зміні значення pH, тому розчини для лізування і подальших стадій очищення містять буферні системи, що підтримують водневий показник у тому діапазоні, в якому необхідні молекули залишатимуться стабільними.
Більшість білків підлягає повільній денатурації при температурі більше 25 °C. Через це всі процедури із ними найчастіше виконують при охолодженні до 0—4 °C (на льоді). Деякі білки зберігають стабільність поза межами живих клітин тільки при температурі нижчій ніж −100 °C. З іншого боку, існують також і холодочутливі білки, які не можна переохолоджувати.
Під час лізування клітин із них вивільняються протеази — ферменти, що гідролізують білки. Вони можуть стати причиною деградації потрібного білка. І хоч в клітинних екстрактах підтримують pH, за якого такі ферменти є неактивними, у них також переважно використовують хімічні інгібітори протеаз, такі як PMSF. Іншою потенційною причиною деградації білків можуть стати мікроорганізми, тому під час тривалого зберігання до розчинів білків додають незначну кількість токсичних сполук, які не впливають на структуру самих білків, наприклад, азиду натрію.
Багато білків можуть бути нестабільними на межі поділу рідина-повітря, і при низьких концентраціях значна частина їхніх молекул втрачається внаслідок сорбції до поверхонь. Через це під час виділення білків намагаються уникати утворення піни і бульбашок, а розчини зберігають концентрованими.
Якщо потрібний білок відрізняється особливою стійкістю до якихось із перелічених факторів, що здатні зруйнувати інші білки, цю його властивість можна використати для очищення. Наприклад, якщо він є дуже термостійким, то клітинний екстракт нагрівають до високої температури на короткий проміжок часу, внаслідок чого більшість домішок денатурує і осідає, а необхідний білок залишається неушкодженим. Білки резистентні до дії протеаз можна виділяти, використовуючи автоліз клітин, тобто підтримувати лізат в умовах, за яких протеалітичні ферменти є активними і руйнують більшість інших клітинних білків.

## Методи розділення
Для розділення білків можуть використовуватись відмінності у їхніх властивостях, такі як заряд в іонізованій формі, розчинність, молекулярна маса, полярність, здатність специфічно зв'язуватись із певними сполуками. 